# Qingshan (socken i Kina, Hunan)
Qingshan (kinesiska: 青山, 青山乡) är en socken i Kina. Den ligger i provinsen Hunan, i den södra delen av landet, omkring 260 kilometer söder om provinshuvudstaden Changsha. Antalet invånare är 5605. Befolkningen består av 2 278 kvinnor och 3 327 män. Barn under 15 år utgör 11,0 %, vuxna 15-64 år 80 %, och äldre över 65 år 7,0 %.
Genomsnittlig årsnederbörd är 1 897 millimeter. Den regnigaste månaden är maj, med i genomsnitt 285 mm nederbörd, och den torraste är oktober, med 25 mm nederbörd.